# Musée de la machine à écrire de Lausanne
 (décembre 2021).
Si vous disposez d'ouvrages ou d'articles de référence ou si vous connaissez des sites web de qualité traitant du thème abordé ici, merci de compléter l'article en donnant les références utiles à sa vérifiabilité et en les liant à la section « Notes et références ».
Le Musée de la machine à écrire est situé à Lausanne, en Suisse. Il rassemble des machines à écrire et des calculatrices de la collection de Charles et Jacques Perrier.

## Fondateurs
Charles Perrier (1922-2006) et Jacques Perrier (né en  1958) représentent deux générations de réparateurs de machines à écrire dès 1937. Le Musée existe depuis 1986.

## Collection
Situé dans le quartier de Chauderon. le musée présente plus de 600 pièces, près de 200 machines à écrire et une cinquantaine de calculatrices. Il est aussi dépositaire de nombreux documents et machines retraçant l’histoire de Paillard fabricant Suisse des marques Hermes, Thorens, Bolex et Precisa. Paillard devint en 1937 le troisième exportateur du monde – depuis l’Hermès 2 de 1923 et la Hermès Baby de 1935 jusqu’aux modèles les plus récents. Parmi les curiosités, on trouve aussi une Erika allemande de 1947 avec des caractères hébreux, une Olivetti en clavier arabe, une Smith Corona au clavier coréen, des machines chinoise et japonaise.
La collection regroupe plus de 40 machines à claviers particuliers, un grand nombre de calculatrices, ainsi que de multiples accessoires de bureau.